# Green Tour
Green Tour(그린 투어)는 대한민국의 힙합 음악가 데프콘이 발표한 디지털 싱글앨범이다. 쿤타와 더 네임이 앨범에 참여했다.

## 수록곡
1. 팅커벨 (Feat. 쿤타)
2. 팅커벨 (Clean ver. / Feat. 쿤타)
3. 졸업 (Feat. 더 네임)
4. 팅커벨 (Inst.)
5. 졸업 (Inst.)